# Cyrtidiorchis rhomboglossa
Cyrtidiorchis rhomboglossa är en orkidéart som först beskrevs av Friedrich Carl Lehmann och Friedrich Fritz Wilhelm Ludwig Kraenzlin, och fick sitt nu gällande namn av Stephan Rauschert. Cyrtidiorchis rhomboglossa ingår i släktet Cyrtidiorchis, och familjen orkidéer. Inga underarter finns listade i Catalogue of Life.